# Fujiwara no Kaneie
Fujiwara no Kaneie (藤原兼家, 929 - 26 de julho de 990) foi um estadista, membro da corte e político durante o período Heian da história do Japão.

## Vida
Líder dos Ramo Hokke dos Fujiwara  era filho de Morosuke e Fujiwara no Moriko (藤原盛子), filha de Fujiwara no Tsunekuni.
Kaneie tinha quatro irmãos: Kanemichi, Kinsue, Koretada e Tamemitsu.

## Carreira
Kaneie serviu na Corte durante os reinados do Imperador En'yu, do Imperador Kazan e do Imperador Go-Ichijo.
Depois que seu irmão e rival Kanemichi morreu em 977 ele foi nomeado Udaijin por seu primo Yoritada que se tornou Kampaku após a morte de Kanemichi. Ele e seu filho Michikane incentivaram o Imperador Kazan a abdicar para acelerar a nomeação de Kaneie como regente, e após a entronização do Imperador Ichijo, se tornou Sesshō deste.
Em 969 se torna  Ju san mi (従三位, Oficial de terceiro escalão).
Em 970 se torna Chūnagon .
Em 972 se torna Dainagon.
Em 978 se torna Udaijin.
Em 986 (Kanna 2, no 24º dia do 6º mês) é nomeado Sesshō (摂政) do Imperador Ichijo. 
Em 986 (Kanna 2, 20º dia do sétimo mês) se aposenta como Udaijin.
Em 989  Eiso 1, 12º mês) é nomeado Daijō Daijin.
Em 990 (Shōryaku 1, 5 meses): Kaneie cai gravemente doente; e abandona seus cargos para se tornar um monge budista. 
Em 26 de julho de 990 (Shōryaku 1, segundo dia do sétimo mês) Kaneie morre com aos 61 anos de idade.

| Precedido por Fujiwara no Morosuke | -- 12º Líder dos Hokke Fujiwara (960 -990) | Sucedido por Fujiwara no Michinaga |
| Precedido por Fujiwara no Yoritada | 16º Daijō Daijin (989 - 990)               | Sucedido por Fujiwara no Tamemitsu |
| Precedido por Minamoto no Masanobu | 52º Udaijin (978 - 986)                    | Sucedido por Fujiwara no Tamemitsu |